# 西格丽德·温塞特

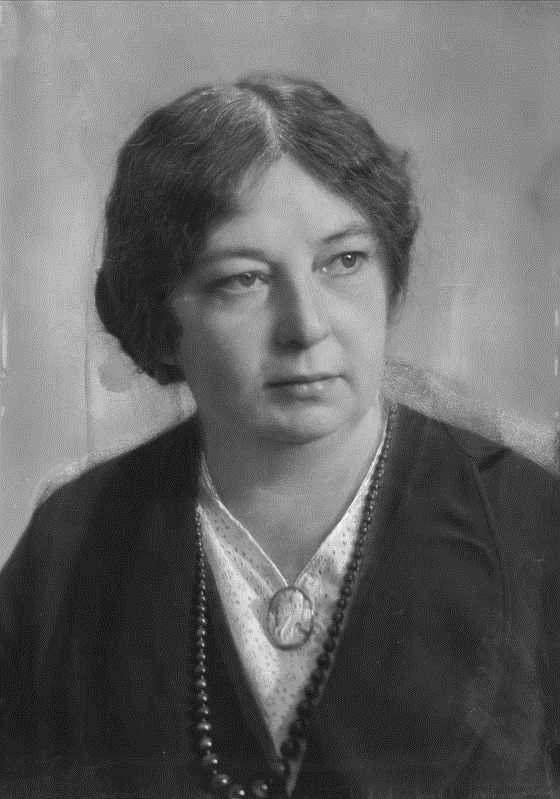

西格丽德·温塞特（1882年5月20日—1949年6月10日）是一位挪威小说家，1928年诺贝尔文学奖获得者。
她最著名的作品是描述中世纪斯堪的纳维亚生活的现代主义长篇小说三部曲——《新娘·主人·十字架》（Kristin Lavransdatter）以十四世纪挪威社会为背景，描写一个妇女的一生。溫塞特的這部小說「再現了十四世紀上半葉挪威的社會生活，抨擊了當時社會的弊病——暴力和不義。溫塞特在創作這部作品，她的寫作技巧已經爐火純青，加之她家學淵源，對古代社會生活有較深刻的了解，寫起來自然得心應手。她給那些身著十四世紀衣裝的人物注入了現代的生命，因此讀這部歷史小說時絕無隔世之感，你會覺得它反映的是活生生的現實，其中的人物和現代小說中的人物一樣栩栩如生。」（孟憲忠語）

## 生平
温塞特出生于丹麦凯隆堡，当她两岁的时候，全家移居挪威。
溫塞特的家庭和當時大部分挪威人一樣，名義上是挪威路德宗教會信徒。但她的父母實際是無神論者。溫塞特在無神論環境下成長，但第一次世界大戰給歐洲帶來的劇變使她產生了精神危機，之後逐漸開始追尋基督信仰傳統。溫塞特沒有重回大部分挪威人參加的路德宗，而在1924年皈依天主教。新的宗教信仰也促使她著意創作以中世紀生活為時代背景的小說，當時斯堪的纳维亚還屬於天主教信仰。
溫塞特獲諾貝爾文學獎後，她將獎金全部捐贈給社會福利機關。在她領到獎金，離開斯德哥爾摩之前，已將獎金的一半籌備設立了一個基金會，以基金的利息來幫助智能不全的殘疾兒童和他們的父母。
1940年，温塞特因为反对纳粹德国和其威瑟演習作戰而从挪威流亡到美国；1945年第二次世界大战结束后，她重返挪威。

## 榮譽
作家得到挪威國王頒贈的「聖奧拉夫十大字勛章」。

## 主要作品
- 小說作品有《瑪塔歐莉太太》、《珍妮》、《歐拉夫‧奧敦遜》、《燃燒的荊棘》、《伊達‧伊利莎白》、《新娘·主人·十字架》三部曲等作品。[1]
- 回憶錄、紀錄性質的作品有《逃向未來》、《挪威的幸福時光》，前者敘述自身流亡國外的經歷，後者則是個人的回憶錄。[1]

## 作品的中譯
- 諾貝爾文學獎全集編輯委員會/編譯，《翁塞特(1928)/托瑪斯曼(1929)》，台北市：九華出版，1981年。
- 宋碧雲/譯，《克麗絲汀的一生》，台北市：遠景，1982年。
- 朱碧恒/譯，《新娘‧主人‧十字架》，北京：漓江出版社，2001年。